# Utetheisa idea
Utetheisa idea là một loài bướm đêm thuộc phân họ Arctiinae, họ Erebidae.